# Грігор Великий
Грігор Великий, або Тер Грігор — перший відомий архієпископ Львівський вірменського обряду.

## Біографія
Після завершення будівництва Вірменського катедрального собору у Львові в 1363 році, католикос Месроп І (1359—1372) призначив Грігора архієпископом львівським. Оригінал кондаку про його призначення, датований 15 січня чи 15 червня 1364 року, зберігається в Архіві ордену мхітаристів в Венеції. До єпархії Грігора були включені вірменські парафії давньої давньої Галицько-Волинської держави: Львів, Володимир та Луцьк.

15 січня 1374 наступник Месропа, Костандін V Сісеці, підтвердив Грігора в сані єпископа в межах попередньо визначеної єпархії. Втім, між Грігором та Костандіном V виник якийсь конфлікт, бо в 1380 році католикос ухвалив рішення розширити межі Львівської вірменської єпархії, яка відтак включала Манкерман (Київ) і призначив новим єпископом Гованеса Насредіняна. Грігор, однак, відмовився виконувати рішення Костандіна і його наступника Теодороса ІІ, продовжив керувати єпархією, а Гованеса Насредіняна до Львова не пустив. Кондак Теодороса ІІ від 13 серпня 1388 року описує звинувачення проти Грігора, який не зважав на звернення католикосів, убив одного з нвіраків Теодороса, відмовлявся пересилати церковні податки до Сіса та намагався розширити межі своєї єпархії, захоплював інші парафії.